# 维克托·切布里科夫
维克托·米哈伊洛维奇·切布里科夫（俄语：Виктор Михайлович Чéбриков，1923年4月27日—1999年7月1日），苏联党务活动家，克格勃主席（1982-1988年在位）。大将军衔。
1940年进入第聂伯罗彼得罗夫斯克冶金学院；1941年战争爆发后入伍，进入日托米尔步兵学校82毫米迫击炮初级指挥专业速成班。1942年完成步兵学校初级指挥专业速成班，参加苏德战争，在西南方面军、斯大林格勒方面军、沃罗涅日方面军、乌克兰第一方面军和乌克兰第四方面军历任迫击炮排排长、连长、营参谋长、副营长、营长。 战争胜利时在捷克的步兵第161师第575团的少校步兵营长。
战争结束后，由于视力原因，被伏龙芝军事学院拒绝录取。 1946年以少校军衔复员回到家乡进入第聂伯罗彼得罗夫斯克冶金学院继续学业。1950年加入联共。毕业后在当地冶金企业工作一年后，调任基层党务干部，历任第聂伯罗彼得罗夫斯克列宁区委工业科科长、区委书记、区委第一书记。 1955年第聂伯罗彼得罗夫斯克冶金厂党委书记、党委第一书记。1958年，当选第聂伯罗彼得罗夫斯克市委第二书记。调州委任处长、市委第一书记、州委书记、第聂伯罗彼得罗夫斯克州委第二书记。 1967年，调莫斯科在苏共中央参与组织人事工作。1968-1982年任克格勃副主席。1971年，切布里科夫成为中央候补委员，1981年成为中央委员。勃列日涅夫去世后，苏共总书记安德罗波夫选择切布里科夫执掌克格勃，因为切布里科夫是个职业的党务工作者，对他的任命符合苏联的组织人事规则。
切布里科夫是社会主义劳动英雄，是苏联国家奖金获得者。